# Карабанов, Вячеслав Николаевич

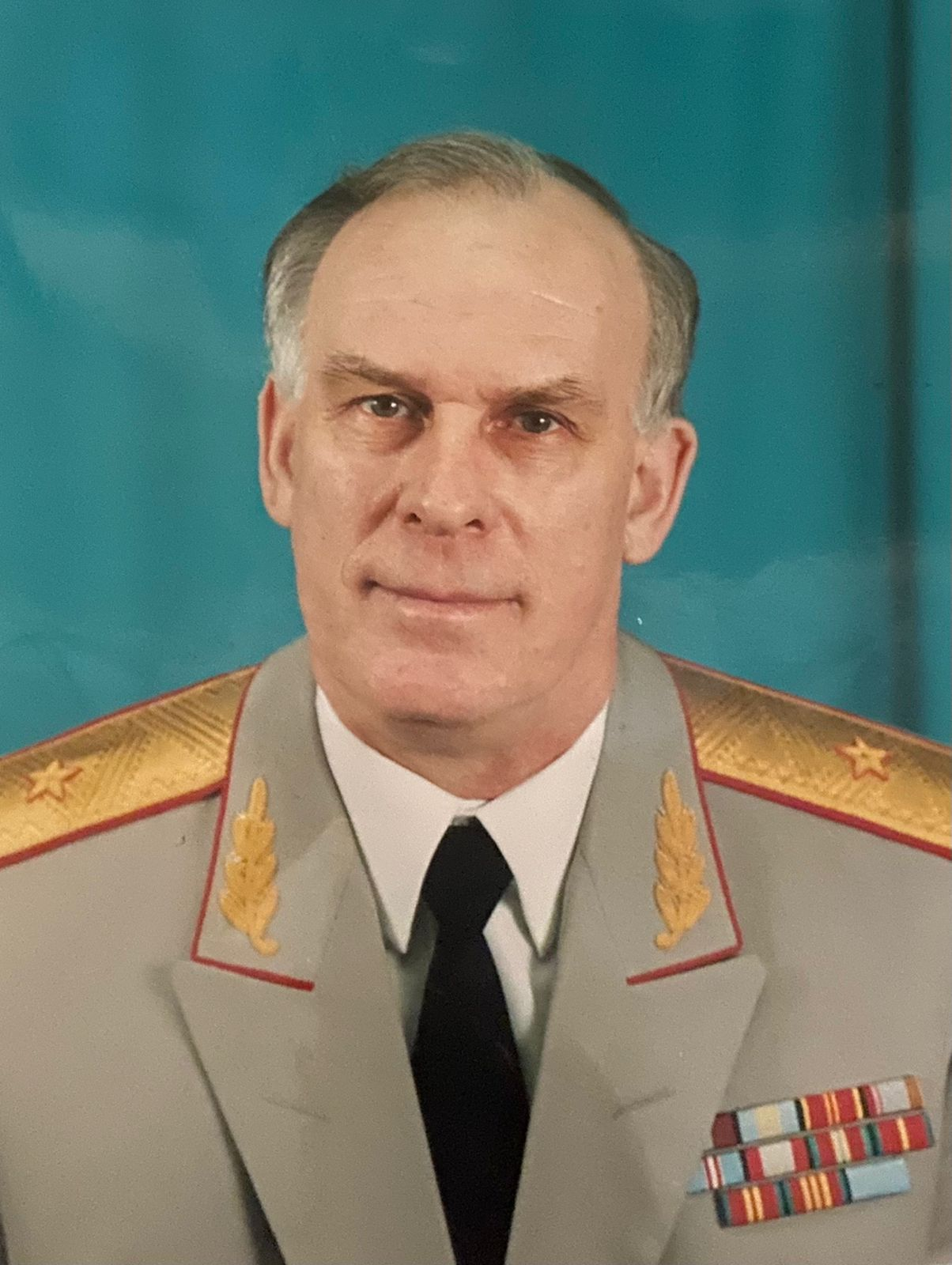
Карабанов Вячеслав Николаевич — генерал-майор

Вячеслав Николаевич Карабанов (12 сентября 1946, п. Волоколамец — 27 октября 2020, Красногорск) — советский и российский военный и государственный деятель, генерал-майор. Военный комиссар Киргизской ССР (1989—1991). Первый заместитель председателя и начальник штаба Государственного комитета по делам обороны Киргизской Республики (1991—1992). Глава Волоколамского района (2002—2014).

## Биография
Родился 12 сентября 1946 года в рабочем посёлке совхоза «Волоколамский» (позднее стал посёлком Волоколамец, вошедшим в состав Волоколамска) Волоколамского района Московской области.
В 1962 году окончил Пороховскую восьмилетнюю школу. Затем работал в совхозе «Волоколамский» и на Волоколамском авторемонтном заводе, одновременно обучаясь в вечерней школе рабочей молодёжи.
В 1965 году поступил в Московский гидромелиоративный институт. Но после первого курса перевёлся в Московское высшее общевойсковое командное ордена Ленина Краснознамённое училище имени Верховного Совета РСФСР.
После окончания учёбы был направлен в Группу советских войск в Германии на должность командира мотострелкового взвода. Позже был начальником штаба мотострелкового батальона.
В 1977 году окончил Военную академию имени М. В. Фрунзе и был направлен в Главное оперативное управление Генерального штаба Вооружённых Сил СССР.
С 1982 по 1984 год командовал мотострелковым полком в Прибалтийском военном округе.
С 1984 по 1986 год в составе 40-й общевойсковой армии был участником войны в Афганистане. В 1985—1986 годах был командиром 12 гвардейского мотострелкового полка.
С 1986 по 1988 год командовал дивизией в Ашхабаде. В 1988—1989 годах в Ташкенте был заместителем начальника оперативного управления штаба Туркестанского военного округа.
С 1989 по 1991 год был военным комиссаром Киргизской ССР.
С 1991 по 1992 год — первый заместитель председателя и начальник штаба Государственного комитета по делам обороны Киргизской Республики.
С 1992 по 1993 год — заместитель командующего войсками Приволжского военного округа.
После увольнения в запас работал заместителем генерального директора российско-германской фирмы «Тиги-Кнауф», затем — заместителем генерального директора издательского дома «Экстра-М».
В 2001 году был назначен руководителем территориального исполнительного органа государственной власти в Волоколамском районе.
С 2002 по 2014 год занимал пост Главы Волоколамского района.
Умер 27 октября 2020 года в подмосковном военном госпитале имени Вишневского в Красногорске. Похоронен на Возмищенском кладбище в Волоколамске.

## Награды
- Орден «За службу Родине в Вооружённых Силах СССР» III степени[13]
- Орден Красной Звезды
- Благодарность Президента Российской Федерации (2005)[14]